# Myllyjärvi (sjö i Jämsä, Mellersta Finland, 61,87 N, 25,39 Ö)
Myllyjärvi är en sjö i kommunen Jämsä i landskapet Mellersta Finland i Finland. Arean är 24 hektar och strandlinjen är 4,21 kilometer lång.  Den  ingår i Kymmene älvs huvudavrinningsområde.  Sjön ligger omkring 45 kilometer söder om Jyväskylä och omkring 190 kilometer norr om Helsingfors. 
I sjön finns ön Myllysaari (halvö). 